# 强学会
强学会，清朝末期一个政治团体，现代政党的雏形。1895年中国惨败甲午战争之后，朝廷内外一部分知识分子开始痛思中国失败之教训，寻求中国转弱为强的途径。1895年8月17日康有为在北京安徽会馆创办《萬國公報》，成为强学会组织的发端。该报因与上海基督教广学会的其中一个刊物同名，后改为《中外紀聞》，刊登海外新闻，时评政论和有关公文，以“渐知新法”为宗旨，“遍送士夫党人”。同时请翰林院侍读学士文廷式出面，在达智桥胡同河南会馆或后孙公园胡同安徽会馆定期召集集会，演讲与讨论。11月中旬正式成立强学会，又称强学书局，或译书局。康有为作《强学会叙》，陈炽为提调，梁啟超为书记员，入会者众多。参加学会的除维新派、帝党外，还有一些开明人士、洋务派、传教士等。 袁世凯、张之洞、徐世昌等都列名参加，并出资赞助。李鸿藻、翁同龢等也予支持。李鸿章也愿捐银2千两入会，因签订《马关条约》名声不好，遭到拒绝。英国传教士李提摩太等也加入强学会。

北京强学会会址

北京强学会成立之后，康有为立即南下南京，游说署理两江总督的张之洞。11月上海强学会成立，列名会籍的有康有为、张謇、陈三立、黄遵宪、吳德潚等，和张之洞幕僚黄体芳、黄绍箕、黄绍第、梁鼎芬、汪康年等。1896年1月12日刊《强学报》，提出开议院的政治主张，倡导维新变法。
强学会之后，各地也纷纷组织会社，有湖北质学会、广州圣学会、湖南南学会、广东粤学会、苏州苏学会，陕西味经学会、上海有不缠足会、农学会、译书会、蒙学会等。
1896年1月20日，御史杨崇伊以“私人堂会，将开处士横议之风”上奏慈禧太后。慈禧太后以光绪皇帝名义严禁北京强学会议论时政，将之改为直隶官书局，专欲“译刻各国书籍”。强学会等于被解散。张之洞也随之停发上海强学会经费，令其自动解散。1897年，康有为又在京成立“保国会”。
杨崇伊跟李鸿章的长子李经方是儿女亲家。